# Djemila Zeneidi
Djemila Zeneidi ou Djemila Zeneidi-Henry, née en 1972, est une géographe française, directrice de recherche au CNRS. Ses travaux, avec une approche pluridisciplinaire, critique et féministe de la géographie sociale sont consacrés à la question des marges et des migrations des femmes. Ils apportent des éléments de compréhension sur les inégalités sociales et spatiales en géographie.

## Biographie
Djemila Zeneidi naît en 1972 d'une famille tunisienne,. Après une formation en géographie à Bordeaux, elle soutient en 2000 la première thèse française de géographie consacrée aux sans-abris sous la direction de Jean-Paul Charrié à l'Université Bordeaux 3. Les SDF et la ville : le cas de Bordeaux, interroge les rapports des SDF à la ville, et est publiée en 2002,,,. Selon elle, sa position de fille de l'immigration l'a doublement aidée dans sa recherche : les personnes sont moins méfiantes à l'égard d'une femme et elle serait susceptible d'avoir vécu comme eux des difficultés d'intégration.
Elle est recrutée comme chargée de recherche en 2002 par le CNRS à Rennes, puis à Bordeaux. En 2018, elle est nommée directrice de recherche avant de rejoindre en 2022 le laboratoire Géographie-cités à Paris.

## Travaux

### Étude de la géographie des sans-abris
La thèse de Djemila Zeneidi sur les SDF et la ville permet de mettre en avant leur action sur la ville dont ils sont eux aussi citadins, mais aussi acteurs par leurs pratiques spatiales. Elle montre qu'il ne s'agit pas d'une population homogène : même s'ils sont en majorité désocialisés après une rupture, les SDF ont des parcours diversifiés. Certains ont un rapport avec la rue sous forme d'allers et venues, vivant dans cet espace puis dans un appartement avant de le perdre et de redevenir SDF. Les recherches de Djemila Zeneidi mettent en avant leur organisation sociale, avec pour chaque groupe son quartier voire sa rue avec parfois une même origine géographique. Elle montre les stratégies d'évitements entre individus ou au contraire l'organisation sous forme de groupe dont un « chef » gère l'argent en commun. Elle démontre ensuite comment le mobilier urbain est utilisé pour éviter le positionnement spatial des SDF, avec des bancs ni confortables ni ombragés. Ses recherches mettent en avant la frontière floue entre espace public et domestique, l'espace public devenant une ressource leur permettant de (sur)vivre.

### Étude des migrations féminines et ouvrière migrante «cyborg»
Elle conduit une enquête ethnographique en Andalousie auprès des travailleuses saisonnières marocaines qui donne lieu à un ouvrage, Femmes/Fraises, publié en en 2013 puis traduit en anglais en 2017. Celui-ci étudie la manière dont se déroulent les migrations féminines modernes où se mêle émancipation des travailleuses grâce à la mobilité, leur revenu et l'acquisition de biens matériels, mais aussi domination par le système productif mis en place en Espagne. La chercheuse y décortique les interactions entre le genre, la classe sociale et l’ethnicité. Les Marocaines sont recrutées en raison de tous ces aspects entremêlés et non pour leurs aptitudes et leurs compétences. De par leur genre, leurs mains étant censées être plus délicates pour la cueillette des fraises. Leur classe sociale modeste où elles sont jeunes mères de familles doit être un faible risque de migration clandestine. Leur ethnicité arabo-islamique est supposée être un gage de soumission et de docilité. Cette fabrication d'un type de modèle la conduit à proposer le terme d’ouvrière migrante « cyborg » en s'appuyant sur les livres de Donna Haraway. « Esclaves de l’or rouge », la chercheuse décrit la géographie des « contrats en origine » et leurs aspects esclavagistes : organisation du travail avec logement contrôlé et isolé sur place, contrat précaire susceptible de ne pas être renouvelé l'année suivante et promesses verbales non tenues sur la possibilité d'avoir un statut de résidente permanente. Elle pointe les aspects sexistes et paternalistes, avec des logements où même la famille est interdite, les Marocaines devant être protégées et très surveillées : ces femmes sont perçues comme faibles face à de potentielles agressions sexuelles d'hommes marocains, alors que dans le même temps les jeunes ouvrières se plaignent de harcèlement sexuel de la part de leur patron. Cette géographie économique met en avant le diptyque moderne mêlant productivité et contrôle des ouvrières. Il est un exemple de la « gouvernance » migratoire mise en avant par des institutions européennes qui couvre le transport, le séjour et le retour. Ce système se retrouve dans d'autres espaces du monde, comme à Chypre.

### Autres recherches
En 2003, elle réalise une étude ethnographique sur le groupe du wagon à Saint-Brieuc, groupe autogéré habité par des sans-abris,.
De 2009 à 2015, elle participe à un large projet de recherche sur les dispositifs d’enfermement et leurs aspects de contrôle politique et social financé par l’Agence nationale de la recherche.
En 2018, elle co-rédige une synthèse historique sur les concept de zone, zoniers et zonards, jusqu'à devenir le synonyme de territoire des déclassés.

## Engagement
Djemila Zeneidi est un temps conseillère municipale de Vayres dans les années 2000.

## Publications
Djemila Zeneidi est l'autrice d'une centaine de publications dont :

### Ouvrages
- Gender, Temporary Work, and Migration Management : Global Food and Utilitarian Migration in Huelva, Spain, 2017 (ISBN 978-3-319-53252-3 et 3-319-53252-9, OCLC 1112557206, lire en ligne).
- Femmes/fraises : Import/export, Presses Universitaires de France, 2013 (ISBN 978-2-13-062458-5, DOI 10.3917/puf.zenei.2013.01, lire en ligne).
- Les SDF et la ville : géographie du savoir-survivre, Bréal, 2002 (ISBN 2-84291-974-2 et 978-2-84291-974-0, OCLC 300738053, lire en ligne).

### Direction d'ouvrages et de numéros de revue
- avec Bénédicte Michalon, L'expérience de l'enfermement : camps, commissariats, prisons, 2021 (ISBN 978-2-86906-773-8 et 2-86906-773-9, OCLC 1249628569, lire en ligne).

- avec Marie Morelle et Djemila Zeneidi-Henry, Géographie de l'enfermement, vol. 124-702/703 (2015), A. Colin, dl 2015 (ISBN 978-2-200-92970-1 et 2-200-92970-6, OCLC 911420935, lire en ligne).
- « Où en est la rue face à la globalisation ? », Géographie et cultures, no 71,‎ 1er septembre 2009 (ISSN 1165-0354 et 2267-6759, DOI 10.4000/gc.1973, lire en ligne, consulté le 22 juillet 2022)
- avec Raymonde Séchet et Isabelle Garat, Espaces en transactions, Presses universitaires de Rennes, 2008 (ISBN 978-2-7535-0705-0 et 978-2-7535-2679-2, DOI 10.4000/books.pur.414, lire en ligne).

### Articles
- (en) « “We ain’t nothing but white trash”: The ethnography of poor whites and the politics of stigma in Zora Neale Hurston’s Seraph on the Suwanee. », Cultural Dynamics, vol. 34, nos 1-2,‎ février 2022, p. 45–62 (ISSN 0921-3740 et 1461-7048, DOI 10.1177/09213740211053392, lire en ligne, consulté le 22 juillet 2022).
- (en) Jérôme Beauchez et Djemila Zeneidi, « Sur la Zone : A Critical Sociology of the Parisian Dangerous Classes (1871–1973) », Critical Sociology, vol. 46, nos 4-5,‎ juillet 2020, p. 693–710 (ISSN 0896-9205 et 1569-1632, DOI 10.1177/0896920519880948, lire en ligne, consulté le 22 juillet 2022).
- Jérôme Beauchez et Djemila Zeneidi, « Des zoniers aux zonards : de quoi « la zone » est-elle le nom ? », Terrain,‎ 17 décembre 2018 (ISSN 0760-5668 et 1777-5450, DOI 10.4000/terrain.17600, lire en ligne, consulté le 22 juillet 2022).
- « Migrations circulaires et relations familiales transnationales : l’exemple des ouvrières agricoles marocaines à Huelva (Espagne) », Géocarrefour, vol. 88, no Vol. 88/2,‎ 19 septembre 2013, p. 139–146 (ISSN 1627-4873 et 1960-601X, DOI 10.4000/geocarrefour.9085, lire en ligne, consulté le 22 juillet 2022).
- « L'enfermement à la campagne ?: Les conditions de vie des saisonnières marocaines dans la province de Huelva (Espagne) », Hommes & migrations, no 1301,‎ 1er janvier 2013, p. 9–16 (ISSN 1142-852X et 2262-3353, DOI 10.4000/hommesmigrations.1898, lire en ligne, consulté le 22 juillet 2022).
- (en) « Circular migration and misrecognition: the experience of spatial injustice of Moroccan women doing seasonal agricultural work in Huelva (Spain) », Spatial justice, no 3,‎ 2013.
- Djemila Zeneidi-Henry et Sébastien Fleuret, « Fixes sans domicile, réflexion autour de la mobilité des SDF: », L’Espace géographique, vol. Tome 36, no 1,‎ 1er mars 2007, p. 1–14 (ISSN 0046-2497, DOI 10.3917/eg.361.0001, lire en ligne, consulté le 22 juillet 2022).
- Emmanuel Renault et Djemila Zeneidi-Henry, « Formes de reconnaissance conflictuelle : relations sociales, appropriation de territoire, culture et politique dans un groupe de Punks squatters », dans La reconnaissance à l’épreuve : Explorations socio-anthropologiques, Presses universitaires du Septentrion, coll. « Le regard sociologique », 2 mai 2019 (ISBN 978-2-7574-2120-8, lire en ligne), p. 193–200.